# Jaworów (Nowa Ruda)
Jaworów (deutsch: Scholzengrund) ist ein Ortsteil der polnischen Stadt Nowa Ruda (Neurode).

## Lage
Jaworów liegt in den Zentralsudeten, am Nordosthang des Eulengebirges, nördlich von Drogosław (Kunzendorf bei Neurode), auf einer Höhe von etwa 500–530 m über dem Meeresspiegel.

## Geschichte
Die Ursprünge von Scholzengrund liegen im Dunkeln. Die Gegend war bereits im 17. Jahrhundert mit einer deutschsprachigen Bevölkerung besiedelt. Möglicherweise kamen die Neusiedler aus Böhmen. Die Einwohner waren hauptsächlich Bauern, die nebenbei als Bergleute in den umliegenden Gruben tätig waren. Territorial gehörte die Kolonie Scholzengrund zur Grafschaft Glatz. Nach dem Ersten Schlesischen Krieg fiel Scholzengrund 1741/42 zusammen mit der Grafschaft Glatz an Preußen. 
Nach der Verwaltungsreform von 1815 wurde Scholzengrund in die Gemeinde Kunzendorf und den Kreis Glatz eingegliedert. Ab 1854 gehörte der Ort dann zum Kreis Neurode. Die Kolonie Scholzengrund gehörte von 1863 bis 1918 zur Gemeinde Kunzendorf. Zu Beginn des 19. Jahrhunderts bestand das Dorf aus 60 Häusern und Bauernhöfen. Im Jahr 1910 hatte der Ort 237 Einwohner, bis 1933 stieg die Anzahl auf 470 Einwohner. Ab 1932 gehörte der Ort wieder zum Kreis Glatz.
Als Folge des Zweiten Weltkriegs fiel Scholzengrund mit dem größten Teil Schlesiens 1945 an Polen. Nachfolgend wurde es in Jaworów umbenannt. Die einheimische deutsche Bevölkerung wurde – soweit sie nicht schon vorher geflohen war – vertrieben. Viele verlassene Häuser und abgebrannte Höfe verfielen und wurden abgerissen. Von 1975 bis 1998 gehörte Jaworów zur Woiwodschaft Wałbrzych. Heute handelt es sich um eine Wohn- und Landwirtschaftssiedlung.